# Bailliage d'Oron
1557–1798
Entités précédentes :
- Gouvernement de Haut-Crêt
- Seigneurie d'Oron
- Seigneurie de Palézieux

Entités suivantes :
- District d'Oron

1536–1557
Entités précédentes :
- Abbaye cistercienne de Haut-Crêt

Entités suivantes :
- Bailliage d'Oron

Le bailliage d'Oron est un des bailliages bernois dans le Pays de Vaud. Il succède au gouvernement de Haut-Crêt, créé en 1536, auquel sont ajoutées les seigneuries de Palézieux et Oron en 1557. Il dure jusqu'en 1798.

## Histoire
Le gouvernement de Haut-Crêt est créé en 1536 à partir des terres de l'abbaye de Haut-Crêt, soit les Thioleyres, les Tavernes, Essertes et Peney-le-Jorat.
En 1547, la moitié de Maracon est achetée à la famille Champion et rejoint le gouvernement.
En 1555, après la faillite du comte de Gruyère, Hans Steiger achète la seigneurie d'Oron.
En 1556, la seigneurie de Palézieux (Palézieux, Écoteaux et la seconde moitié de Maracon) est adjugée à Fribourg, qui la vend à Hans Steiger. La même année Hans Steiger revend au gouvernement bernois en 1556 les deux seigneuries, qui sont ajoutées au gouvernement de Haut-Crêt.
En 1557, le gouvernement de Haut-Crêt devient le bailliage d'Oron. Le nouveau siège du bailliage est le château d'Oron.
La même année, Ferlens est détaché du bailliage de Moudon et ajouté au bailliage d'Oron.
En 1798, le bailliage devient le district d'Oron.
Le bailliage d'Oron est un bailliage de 3e classe en termes de revenu.

## Démographie
En 1764, Palézieux compte 261 habitants, Oron-le-Châtel 64, Maracon 197, Écoteaux 160, Oron-la-Ville 163, Chatillens 87, Essertes 186, et Les Tavernes 83, ce qui nous donne un total de 1201 habitants pour ces lieux. Le nombre d'habitants à cette époque de Vuibroye, de la Rogivue, des Thioleyres, de Servion, de Ferlens et de Peney-le-Jorat est inconnu.

## Gouverneurs et baillis

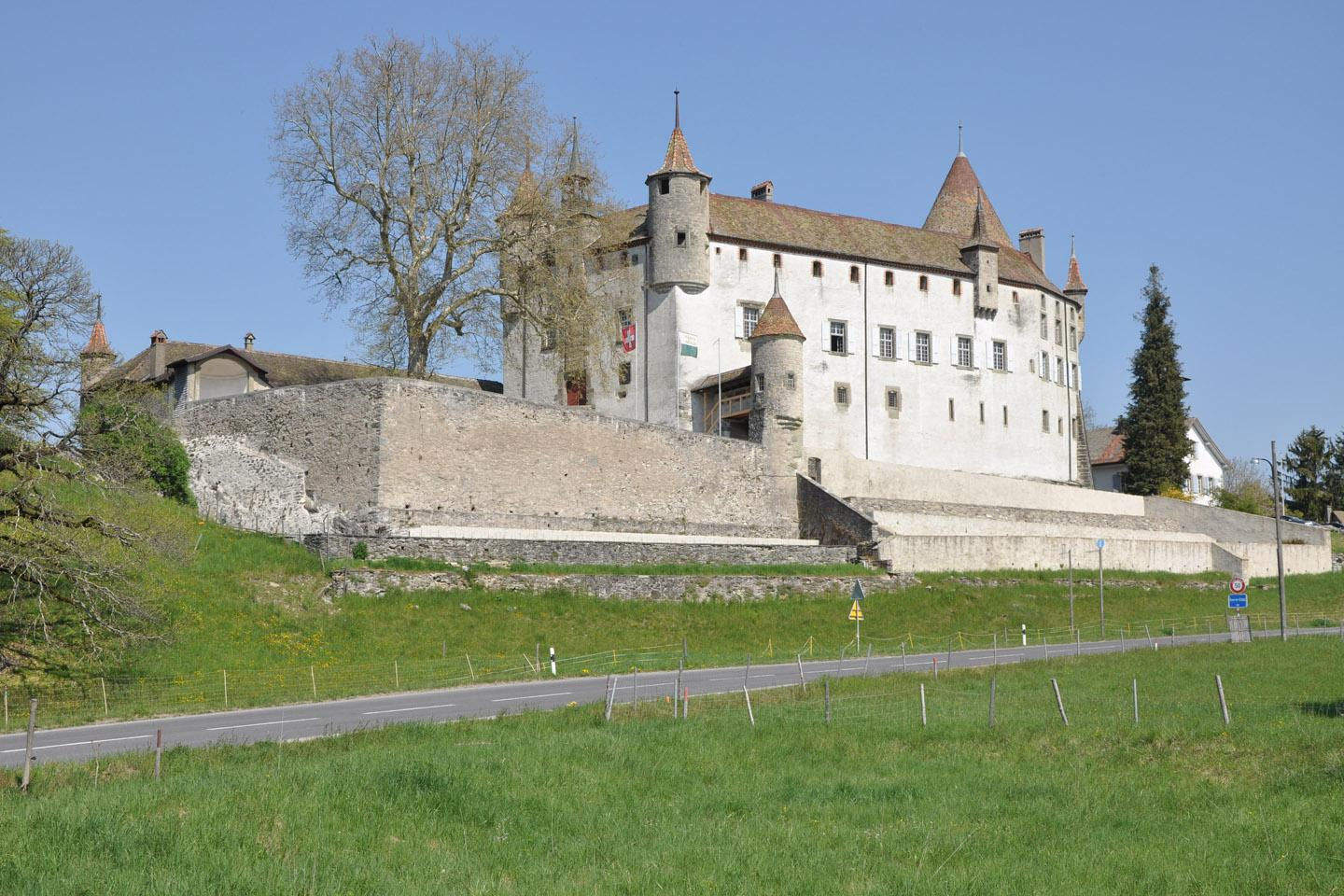
Vue extérieure du château d'Oron, siège du bailliage.

Le gouverneur réside à l'abbaye jusqu'en 1557. En 1557, le gouverneur est remplacé par un bailli qui réside au château d'Oron.
Le bailli a « tous les pouvoirs administratifs, judiciaires et militaires. »
Les gouverneurs et baillis sont les suivants :
- 1540-? : Jakob Thormann[9] ;
- 1542-? : Peter Gerwer[10] ;
- 1553-? : Simon Stoerchli(n)[11] ;
- 1557-1563 : German Jeantsch[12],[13] ;
- 1563-1568 : Jean Sébastien May[13] ;
- 1568-1575 : Pierre Koch[13] ou Ulrich Koch[14] ;
- 1575-1577 : Sulpitus (Sulpice) Wurstemberger[15],[13] ;
- 1577-1578 : Samuel de Mülinen[16],[13] ;
- 1578-1585 : Ludwig (Louis) d'Erlach[17],[13] ;
- 1585-1588 : Simon Hetzel von Lindenbach[18],[13] ;
- 1588-1595 : Abraham Stürler[19] ;
- 1595-1600 : Wolfgang Waechinger[19] ;
- 1600-1606 : Johannes (Jean) Megger[20],[19] ;
- 1606-1609[21] ou 1611[19] : Vinzenz (Vincent) Holzer ;
- 1608-1608 : Peter von Wyttenbach[22] ;
- 1610[23] ou 1611-1616[19] : Daniel Gatschet ;
- 1616-1622 : Michael (Michel) Stettler[24],[19] ;
- 1622-1628 : Jean Conrad Waechinger[19] ;
- 1628-1634 : Hans Jakob Zehender (Jean-Jaques Zeender)[25],[19] ;
- 1628-[23]? ou 1634-1640[19] : Niklaus Gatschet ;
- 1640-1646 : Caesar von Lentulus (César Lentulus)[26],[19] ;
- 1646-1652 : Jakob von Graviseth (Jaques Graviseth)[27],[19] ;
- 1652-1657 : Gabriel de Wattenwyl (Wattenville)[28],[19] ;
- 1663-1669 : Johann Rudolf (Jean Rodolphe) d'Erlach[29],[19] ;
- 1675-1681 : Sebastian von Luternau (Sébastien de Luternau)[30],[19] ;
- 1681-1687 : Jean-Antoine Tillier[19],[31] ou Johann Anton Tillmann[32];
- 1687-1693 : Frédric Tscharner[19] ;
- 1693-1699 : Béat-Louis de Diesbach ;
- 1699-1705 : Gabriel de Wattenville[19] ;
- 1705-1710 : David von Büren (David de Buren)[19] ;
- 1711-1715 ou 1716 : Wilhelm (Guillaume) Berseth[33],[19] ;
- 1716-1721 : Ulrich Künzi[34] ou Albert Küntzi[19] ;
- 1722-1727 : Jean de Sacconay[35],[19] ;
- 1728-1733 : Hans Rudolf (Jean Rodolophe) Steiger[36],[19] ;
- 1734-1739 : Vincenz (Vincent) Wagner[37] ;
- 1740-1745 : Beat Ludvig (Béat Louis) Thormann[9],[37] ;
- 1746-1752 : Ferdinand de Watteville[37] ;
- 1752-1758 : Samuel Egger[38],[37] ;
- 1758-1764 : Johannes (Jean) Knecht[39],[37] ;
- 1764-1770 : Niklaus (Nicolas) de Diesbach[40],[37] ;
- 1770-1776 : Charles-Frédérich May[37] ;
- 1776-1782 : Gabril Tschiffeli[41],[37] ;
- 1782-1788 : Béat-François-Louis May[37] ;
- 1788-1794 : Franz Christoph Engel (François-Christophe d'Engel)[42],[37] ;
- 1794-1798 : Jean-Rodolphe de Mulinen[37].

## Fiefs, juridiction et revenus

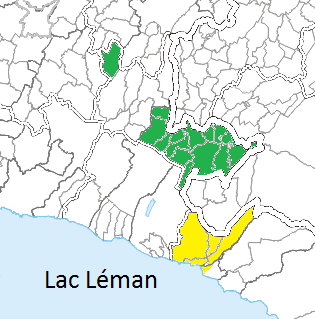
Localisation du bailliage d'Oron (vert) et de la châtellenie de Corsier (jaune).

La seigneurie d'Oron-la-Ville et de Vuibroye, possession de l'abbaye de Saint-Maurice d'Agaune jusqu'en 1675, est un fief dépendant du bailliage.
Le bailli d'Oron recevait des cens et des dîmes pour les terres que Haut-Crêt avait possédé à Chardonne.
Les habitants de la paroisse de Corsier-sur-Vevey qui dépendaient des seigneurs d'Oron ont dépendu ensuite du bailliage d'Oron, bien que la paroisse fît partie du bailliage de Lausanne.
La paroisse de Corsier comptait deux cours de justice. L'une dépendait du bailliage de Lausanne, l'autre du bailliage d'Oron. Ces deux cours avaient la même composition, mais siégeait à des endroits différents.
En 1704, le bailli d'Oron et le bailli de Lausanne ont le droit d'usages des poissons et écrevisses du lac de Bret.
Des baillis d'Oron dépendait également la partie du vignoble du Dézaley qui avait appartenu à Haut-Crêt.
Il y a dans le bailliage trois cours de justice inférieure. La première est une cour inférieure vassale dépendant de l'abbaye de Saint-Maurice, qui possédait la seigneurie d'Oron-La-Ville et Vuibroye. La seconde siège à Palézieux et a pour juridiction tout le reste du bailliage, sauf Peney. La troisième est la métralie de Peney.
Les deux premières cours sont réunies en 1675, à la suite de l'achat d'Oron-La-Ville par Berne.
Tous les appels des décisions de ces trois cours se porte devant la cour baillivale pour le droit civil.

### Ouvrages
- Johann Georg Altmann, État et délices de la Suisse ou Description historique et géographique des treize cantons suisses et de leurs alliés, S. Fauche, 1778, p. 388
- Marcel Godet, Henri Türler et Victor Attinger, Dictionnaire historique & biographique de la Suisse, vol. 2, Neuchâtel, Imprimerie Paul Attinger, 1924 (lire en ligne)
- Marcel Godet, Henri Türler et Victor Attinger, Dictionnaire historique & biographique de la Suisse, vol. 3, Neuchâtel, Imprimerie Paul Attinger, 1926 (lire en ligne)
- Marcel Godet, Henri Türler et Victor Attinger, Dictionnaire historique & biographique de la Suisse, vol. 4, Neuchâtel, Imprimerie Paul Attinger, 1928 (lire en ligne), p. 92, 149, 261, 374, 378, 415, 495, 615, 704
- Marcel Godet, Henri Türler et Victor Attinger, Dictionnaire historique & biographique de la Suisse, vol. 5, Neuchâtel, Imprimerie Paul Attinger, 1930 (lire en ligne), p. 33, 202-203 et 630
- Marcel Godet, Henri Türler et Victor Attinger, Dictionnaire historique & biographique de la Suisse, vol. 6, Neuchâtel, Imprimerie Paul Attinger, 1932 (lire en ligne)
- Marcel Godet, Henri Türler et Victor Attinger, Dictionnaire historique & biographique de la Suisse, vol. 7, Neuchâtel, Imprimerie Paul Attinger, 1933 (lire en ligne)
- Charles Pasche, La contrée d'Oron : Soit le district de ce nom dans les temps anciens, au moyen âge et sous la domination bernoise, essai historique, Cabédita, 1988 (1re éd. 1895) (BNF 31063507)
- Charles Pasche, « Oron-Le-Châtel », dans Eugène Mottaz, Dictionnaire historique géographique et statistique du Canton de Vaud (tome 2), Genève, Slatkine, 1982 (ISBN 2-05-100460-9), p. 379-383
- Jean-Paul Verdan, Chardonne en effeuillant l'histoire, Cabédita, 1997 (ISBN 2-88295-195-7), p. 39, 60, 63